# McGill Tribune
McGill Tribune è un giornale universitario indipendente pubblicato, a cadenza settimanale, dalla Tribune Publication Society a Montreal, Québec, Canada. Il Tribune è interamente gestito da studenti sin dalla sua fondazione nel 1981 e gode di una buona reputazione per gli articoli imparziali e affidabili. Il Tribune copre una varietà di argomenti diversi, con notizie, opinioni, articoli sulla vita studentesca e su arte e intrattenimento, scienza e tecnologia e sport. Ha una tiratura di 5 000 copie tra il centro di McGill e i campus di Macdonald. Pubblica una volta alla settimana il martedì in formato cartaceo.